# دولة علمانية
| دول علمانية دول تُعلن عن ديانة للدولة دول بدون معلومات واضحة |

الدولة العلمانية هي بلد أو دولة ذات نظام حكم علماني، وهي رسمياً تضمن كونها محايدة تجاه القضايا المتعلقة بالدين. كما أن الدولة العلمانية تعامل جميع مواطنيها بشكل متساوي بغض النظر عن انتماءاتهم أو تفسيراتهم أو أفكارهم الدينية، وإن كان التساوي ليس مقتصراً على الدولة العلمانية، فقد تكون الدولة غير علمانية ويُذكر في دستورها أن المواطنين متساوين فيما يتعلق بعقائدهم.
من الناحية السياسية، العلمانية هي حركة في اتجاه الفصل بين الدين والحكومة (وغالبا ما كان يطلق عليه الفصل بين تعاليم الكنيسة أو تعاليم مسجد أو كنيس أو معبد عن تعاليم الدولة). ويمكن الرجوع إلى هذا الحد من العلاقات بين الحكومة ودين الدولة، لتحل محل القوانين استنادا إلى الكتاب (مثل الوصايا العشر والشريعة) مع القوانين المدنية، والقضاء على التمييز على أساس الدين. هذا ويقال أن العلمانية تضيف إلى الديمقراطية عن طريق حماية حقوق الأقليات الدينية.
معظم الأديان الرئيسية تقبل أسبقية قواعد العلمانية، والمجتمع الديمقراطي ولكن ربما لا تزال تسعى إلى التأثير في القرارات السياسية أو تحقيق مزايا محددة أو النفوذ من خلال اتفاقات بين الكنيسة والدولة. دعم كثير من المسيحيين وجود الدولة العلمانية، وقد حاولوا دعمها عبر تأويلهم آيات الكتاب المقدس، «إعطاء ما لقيصر لقيصر وما هو لله لله.»[محل شك] ومع ذلك، تعارض الأصولية العلمانية. أهم القوى الأصولية الدينية في العالم المعاصر هي الأصولية المسيحية والإسلام الأصولي.
بعض من الدول علمانية دستوريًا مثل كندا، الهند، فرنسا، الولايات المتحدة، تركيا وكوريا الجنوبية، رغم أن أيا من هذه الدول ليست متطابقة في أشكال الحكم. في نفس الوقت لايمكن بالضرورة اعتبار الدولة التي لا تمتلك دين رسمي للدولة دولاً علمانية بالضرورة.

## قائمة الدول العلمانية الحالية حسب القارة

### أفريقيا
- أنغولا[5]
- بنين[6]
- بوتسوانا[7][8]
- بوركينا فاسو[9]
- بوروندي[10]
- الكاميرون[11]
- الرأس الأخضر[12]
- تشاد[13]
- ساحل العاج[14]
- جمهورية الكونغو الديمقراطية[15]
- جمهورية الكونغو[16]
- مصر
- إثيوبيا[17]
- الغابون[18]
- غينيا[19]
- غينيا بيساو[20]
- كينيا[21]
- ليبيريا[22]
- مدغشقر[23]
- مالي[24]
- ناميبيا[25]
- النيجر[26]
- نيجيريا[27]
- رواندا
- السنغال[28]
- جنوب أفريقيا[29]
- جنوب السودان[30]
- السودان [2]
- تنزانيا
- أوغندا

### آسيا
- أذربيجان[31] 1
- بر الصين الرئيسي[32]
- قبرص 1
- تيمور الشرقية[33]
- الهند[34]
- اليابان[35]
- كازاخستان[36]{{{1}}}
- كوريا الجنوبية[37]
- قيرغيزستان[38]
- لاوس
- نيبال[39]
- لبنان
- الفلبين[40]
- روسيا[41] 1
- سنغافورة[42]
- سريلانكا[43]
- تايوان[44] 2
- طاجيكستان[45]
- تركيا 1
- تركمانستان[46]
- أوزبكستان[47]
- فيتنام[48]

### أوروبا
- ألبانيا[49]
- النمسا[50]
- أذربيجان[31]1
- بيلاروسيا[51]
- بلجيكا3
- البوسنة والهرسك[52]
- بلغاريا[53]
- كرواتيا[54]
- قبرص 1
- جمهورية التشيك[55]
- إستونيا[56]
- فرنسا[57] 1
- ألمانيا
- المجر[58]
- جمهورية أيرلندا[59]
- إيطاليا
- كازاخستان[36] 1
- لاتفيا[60]
- مقدونيا
- هولندا
- قبرص الشمالية 1 2
- النرويج
- بولندا
- البرتغال
- روسيا[41] 1
- صربيا[61]
- سلوفاكيا[62]
- سلوفينيا[63]
- إسبانيا[64]
- السويد[65]
- تركيا 1
- أوكرانيا

1 دول عابرة للقارات.

2 قائمة الدول ذات الاعتراف المحدود.

3 في بلجيكا، تنص المادة 20 من الدستور على أنه: لا يمكن إجبار أي شخص على المساهمة بأي شكل من الأشكال في أعمال واحتفالات دين ما أو الاحتفال بأيام الراحة.

### أمريكا الشمالية
- كندا[67]
- كوبا[68]
- هندوراس - تنص المادة 77 من الدستور (قيد الترجمة) على أنها تضمن حرية ممارسة جميع الديانات والبدع دون أسبقية، بشرط ألا تتعارض مع القوانين والنظام العام. لا يجوز لوزراء الديانات المختلفة شغل مناصب عامة أو المشاركة في أي شكل من أشكال الدعاية السياسية، على أساس الدين أو استخدام وسيلة لتحقيق هذه الغاية من المعتقدات الدينية للشعب"[69][70]
- المكسيك - Article 130 of the Mexican Constitution

### أوقيانوسيا
- أستراليا - وتنص المادة 116 من الدستور على ما يلي: لن يضع الكومنولث أي قوانين لإنشاء ديانة، أو لفرض احترام ديني، أو لحظر حرية ممارسة أي دين، ولا يلزم إجراء اختبار ديني كمؤهل لأية وظيفة أو ثقة الجمهور في إطار الكومنولث.[71]
- فيجي - تنص المادة 4 من دستور فيجي الحالي، المعتمد في عام 2013، صراحة على أن فيجي دولة علمانية. تضمن الحرية الدينية، مع التأكيد على أن «المعتقد الديني شخصي» وأن «الدين والدولة منفصلان».[72]
- فرنسا 1
- ولايات ميكرونيسيا المتحدة - تنص المادة 2 من المادة الرابعة من الدستور على ما يلي: لا يجوز سن قانون فيما يتعلق بإقامة ديانة أو يقوض حرية ممارسة الدين، باستثناء أنه يجوز تقديم المساعدة إلى مدارس الرعية لأغراض غير دينية.[73]
- نيوزيلندا

### أمريكا الجنوبية
- البرازيل[74]
- تشيلي[75]
- كولومبيا[76]
- الإكوادور[77]
- باراغواي
- بيرو[78]
- أوروغواي[79]
- فنزويلا

## دول علمانية سابقة
- إيران (1925–1979) – كانت إيران دولة علمانية حتى الثورة الإسلامية عام 1979، التي أطاحت بالشاه.
- العراق (1932–2005) – أصبح العراق دولة علمانية في عام 1932 بعد الاستقلال. ومع ذلك، فقد تم تأسيس الإسلام كدين الدولة في العراق في عام 2005 بعد تبني دستور عراقي جديد.[80]
- ساموا (1962–2017) – في عام 2017، وافقت الجمعية التشريعية في ساموا على تعديل دستوري يؤسس المسيحية كدين للدولة.[81]

## حالات غامضة
- سوريا
  - ينص الدستور السوري على أن يكون الرئيس مسلمًا وأن يكون الفقه الإسلامي مصدرًا رئيسيًا للتشريع[82] على الرغم من أن حكومات بشار الأسد ووالده قبله حافظ الأسد، علمانية إلى حد كبير في الممارسة المتبعة.
- لبنان
  - وفقا لأحكام الميثاق الوطني لعام 1943، فإن المناصب العليا في الدولة اللبنانية موزعة حسب الدين:
    - يجب أن يكون رئيس الجمهورية مسيحيا ماروني؛
    - وأن يكون رئيس وزراء الجمهورية مسلمًا سنيًا؛
    - وأن يكون رئيس البرلمان مسلمًا شيعيًا؛
    - وأن يكون نائب رئيس البرلمان ونائب رئيس الوزراء من الروم الأرثوذوكس؛
    - وأن يكون رئيس هيئة الأركان العامة من الدروز.

## وصلات خارجية
- مقالة ديمقراطية على موسوعة ستانفورد للفلسفة (بالإنجليزية)
- الديمقراطية في شمال إفريقيا بين الأنوقراطية والفكر المعادي للديمقراطية